# Campionati del mondo di atletica leggera 1995 - Maratona femminile
La maratona femminile dei campionati del mondo di atletica leggera 1995 si è svolta il 5 agosto con partenza dallo stadio Ullevi di Göteborg.
A causa di un errori dei giudici di gara, che hanno fatto compiere alle atlete solo tre giri di pista iniziali invece dei quattro previsti, la distanza totale fu di 41,795 chilometri.

## Podio
| Pos.    | Atleta          | Nazionalità | Tempo    | Note                                     |
| ------- | --------------- | ----------- | -------- | ---------------------------------------- |
| Oro     | Manuela Machado | Portogallo  | 2h25'39" | Miglior prestazione personale stagionale |
| Argento | Anuța Cătună    | Romania     | 2h26'25" | Record nazionale                         |
| Bronzo  | Ornella Ferrara | Italia      | 2h30'11" |                                          |

## Situazione pre-gara

### Record
Prima di questa competizione, il record del mondo (RM) e il record dei campionati (RC) erano i seguenti.
| Record                | Prestazione | Atleta                      | Data                               | Competizione  |
| --------------------- | ----------- | --------------------------- | ---------------------------------- | ------------- |
| Record mondiale       | 2h21'06     | Ingrid Kristiansen Norvegia | 21 aprile 1985 Londra, Regno Unito |               |
| Record dei campionati | 2h25'17     | Rosa Mota Portogallo        | 17 luglio 2022 Roma, Italia        | Mondiali 1987 |

### Campioni in carica
I campioni in carica a livello mondiale e olimpico erano:
| Campione | Atleta                              | Prestazione | Data                               | Competizione         |
| -------- | ----------------------------------- | ----------- | ---------------------------------- | -------------------- |
| Olimpico | Valentina Egorova Squadra Unificata | 2h32'41     | 1º agosto 1992 Barcellona, Spagna  | Giochi olimpici 1992 |
| Mondiale | Junko Asari Giappone                | 2h30'03     | 15 agosto 1993 Stoccarda, Germania | Mondiali 1993        |

## Risultati
| Posizione | Atleta                    | Nazionalità   | Tempo    | Note             |
| --------- | ------------------------- | ------------- | -------- | ---------------- |
| Oro       | Manuela Machado           | Portogallo    | 2h25'39" |                  |
| Argento   | Anuța Cătună              | Romania       | 2h26'25" | Record nazionale |
| Bronzo    | Ornella Ferrara           | Italia        | 2h30'11" |                  |
| 4         | Małgorzata Sobańska       | Polonia       | 2h31'10" |                  |
| 5         | Ritva Lemettinen          | Finlandia     | 2h31'19" |                  |
| 6         | Mónica Pont               | Spagna        | 2h31'53" |                  |
| 7         | Linda Somers              | Stati Uniti   | 2h32'12" |                  |
| 8         | Sonja Krolik              | Germania      | 2h32'17" |                  |
| 9         | Sachiyo Seiyama           | Giappone      | 2h33'07" |                  |
| 10        | Lidia Șimon               | Romania       | 2h33'18" |                  |
| 11        | Miki Igarashi             | Giappone      | 2h34'34" |                  |
| 12        | Yukari Komatsu            | Giappone      | 2h35'33" |                  |
| 13        | Kirsi Rauta               | Finlandia     | 2h35'39" |                  |
| 14        | Jane Salumäe              | Estonia       | 2h35'53" |                  |
| 15        | Kerryn McCann             | Australia     | 2h36'29" |                  |
| 16        | Kimberly Rosenquist-Jones | Stati Uniti   | 2h37'06" |                  |
| 17        | Ingmarie Nilsson          | Svezia        | 2h37'17" |                  |
| 18        | Susan Mahony              | Australia     | 2h37'38" |                  |
| 19        | Fatuma Roba               | Etiopia       | 2h39'27" |                  |
| 20        | Nelly Glauser             | Svizzera      | 2h40'42" |                  |
| 21        | Maria Luisa Muñoz         | Spagna        | 2h41'37" |                  |
| 22        | Trudi Thomson             | Regno Unito   | 2h41'42" |                  |
| 23        | Judit Földing-Nagy        | Ungheria      | 2h42'03" |                  |
| 24        | Larisa Zyuzko             | Russia        | 2h42'12" |                  |
| 25        | Cathy Shum                | Irlanda       | 2h43'20" |                  |
| 26        | Nurten Tasdemir           | Turchia       | 2h44'36" |                  |
| 27        | Aura Buia                 | Romania       | 2h45'13" |                  |
| 28        | Alison Rose               | Regno Unito   | 2h45'52" |                  |
| 29        | Nyla Carroll              | Nuova Zelanda | 2h50'25" |                  |
| 30        | Chu Winnie Ng Lai         | Hong Kong     | 3h01'08" |                  |
| 31        | Isabel Tum                | Guatemala     | 3h02'02" |                  |
| 32        | Gilda Mendez              | Panama        | 3h05'00" |                  |
|           | Maria Guadalupe Loma      | Messico       | dnf      |                  |
|           | Dorthe Rasmussen          | Danimarca     | dnf      |                  |
|           | Birgit Jerschabek         | Germania      | dnf      |                  |
|           | Nadia Prasad              | Francia       | dnf      |                  |
|           | Carole Rouillard          | Canada        | dnf      |                  |
|           | Angelina Kanana           | Kenya         | dnf      |                  |
|           | Anita Håkenstad           | Norvegia      | dnf      |                  |
|           | Rocío Ríos                | Spagna        | dnf      |                  |
|           | Marina Belyayeva          | Russia        | dnf      |                  |
|           | Elaine Van Blunk          | Stati Uniti   | dnf      |                  |
|           | Nadezhda Ilyina           | Russia        | dnf      |                  |
|           | Janet Mayal               | Brasile       | dns      |                  |